# Léopold Anoul
Léopold "Pol" Anoul (Saint-Nicolas, 19 augustus 1922 - Luik, 11 februari 1990) was een Belgisch voetballer die speelde als aanvaller. Hij voetbalde in Eerste klasse bij Club Luik en Standard Luik en speelde 48 interlands voor het Belgisch voetbalelftal. Kenmerkend waren zijn afstandsschoten op doel.

## Loopbaan
Anoul speelde bij Royal Saint-Nicolas FC en werd in 1945 door toenmalig Eersteklasser Club Luik aangetrokken. Hij speelde er als aanvaller op de linkerflank en veroverde al spoedig een vaste basisplaats in de ploeg. Anoul bleef bij de club spelen tot in 1957 en speelde er in totaal 349 wedstrijden. Met Luik won hij de landstitel in 1952 en 1953.
Tussen 1947 en 1954 speelde Anoul 48 wedstrijden voor het Belgisch voetbalelftal. Hij scoorde in totaal 20 doelpunten, een aantal waarmee hij anno 2025 nog steeds in de top 10 van de topschutters aller tijden staat. Anoul speelde eveneens twee wedstrijden mee op het Wereldkampioenschap voetbal 1954 in Zwitserland en scoorde er drie doelpunten.
Zijn opmerkelijkste doelpunt scoorde Anoul in 1948 in de interland Frankrijk-België in het Olympische Stadion van Colombes waar hij vanuit de verdediging ten aanval trekt, vier Franse spelers en de doelman omspeelt, en ten slotte scoort. Sindsdien kreeg Anoul de bijnaam "L'homme de Colombes" (De man van Colombes). Nog vele jaren daarna werden verdedigers die ten aanval trokken door voetbalsupporters aangemoedigd met de kreet "Anoul".
Anoul besloot zijn carrière in Eerste klasse bij Standard Luik, in die tijd nog de kleinere club van de stad. Tussen 1957 en 1960 speelde hij er nog 39 wedstrijden. In totaal speelde hij in de hoogste afdeling 346 wedstrijden en scoorde 106 doelpunten.